# ウィル・マクドナルド4世
ウィルバート・マクドナルド4世（Wilbert McDonald IV, 1999年6月4日 - ）は、アメリカ合衆国ウィスコンシン州ピウォーキー出身のアメリカンフットボール選手。NFLのニューヨーク・ジェッツに所属している。ポジションはディフェンシブエンド。

## 経歴

### カレッジ
アイオワ州立大学では2020年シーズンに、同大学の歴代最高記録となる10.5サックを記録した。
2021年シーズンには前年自らが樹立した記録をさらに更新する11.5サックを記録した。
2022年シーズン終了後、2023年のNFLドラフトにエントリーした。